# Kalju (Saaremaa)
Kalju (vroeger Pahna) is een plaats in de Estlandse gemeente Saaremaa, provincie Saaremaa. De plaats heeft de status van dorp (Estisch: küla).
Tot in oktober 2017 behoorde Kalju tot de gemeente Valjala. In die maand werd Valjala bij de fusiegemeente Saaremaa gevoegd.
De dorpsschool van Kalju is een beschermd monument.

## Bevolking
Het dorp had 27 inwoners op 31 december 2011 en 22 inwoners op 31 december 2021.

## Geschiedenis
Kalju werd voor het eerst genoemd onder de naam Pachn in 1569, als Wacke, een administratieve eenheid voor een groep boeren met gezamenlijke verplichtingen. In 1645 werd Kalju onder de naam Pahna samen met het buurdorp Jursi genoemd als Pahna-Jürsi Wacke. In 1798 hoorde het dorp onder de naam Pachna bij het landgoed van Uue-Lõve.
In 1936 werd de naam Pahna veranderd in Kalju.